# Biatlón en los Juegos Olímpicos de Pekín 2022
El biatlón en los Juegos Olímpicos de Pekín 2022 se realizó en el Centro Nacional de Biatlón ubicado en Zhangjiakou, 190 km al noroeste de Pekín, entre el 5 y el 18 de febrero de 2022.
En total se disputaron en este deporte once pruebas diferentes, cinco masculinas, cinco femeninas y una mixta.

## Calendario
- Hora local de Pekín (UTC+8).

| Fecha         | Hora  | Prueba                |
| ------------- | ----- | --------------------- |
| 5 de febrero  | 17:00 | Relevo 4 × 6 km mixto |
| 7 de febrero  | 17:00 | 15 km individual F    |
| 8 de febrero  | 16:30 | 20 km individual M    |
| 11 de febrero | 17:00 | 7,5 km velocidad F    |
| 12 de febrero | 17:00 | 10 km velocidad M     |
| 13 de febrero | 17:00 | 10 km persecución F   |
| 13 de febrero | 18:45 | 12,5 km persecución M |

| Fecha         | Hora  | Prueba                    |
| ------------- | ----- | ------------------------- |
| 15 de febrero | 17:00 | Relevo 4 × 7,5 km M       |
| 16 de febrero | 15:45 | Relevo 4 × 6 km F         |
| 18 de febrero | 15:00 | 12,5 km salida en grupo F |
| 18 de febrero | 17:00 | 15 km salida en grupo M   |

## Medallistas

### Masculino
| Evento                                | Oro                                                                                                  | Plata                                                                                              | Bronce                                                                              |
| ------------------------------------- | --- | -------------------------------------------------------------------------------------------------- | ----------------------------------------------------------------------------------- |
| 10 km velocidad (12 de febrero)       | Johannes Thingnes Bø · Noruega · 24:00,4                                                             | Quentin Fillon Maillet · Francia · 24:25,9                                                         | Tarjei Bø · Noruega · 24:39,3                                                       |
| 20 km individual (8 de febrero)       | Quentin Fillon Maillet · Francia · 48:47,4                                                           | Anton Smolski · Bielorrusia · 49:02,2                                                              | Johannes Thingnes Bø · Noruega · 49:18,5                                            |
| 12,5 km persecución (13 de febrero)   | Quentin Fillon Maillet · Francia · 39:07,5                                                           | Tarjei Bø · Noruega · 39:36,1                                                                      | Eduard Latypov · ROC · 39:42,8                                                      |
| 15 km salida en grupo (18 de febrero) | Johannes Thingnes Bø · Noruega · 38:14,4                                                             | Martin Ponsiluoma · Suecia · 38:54,7                                                               | Vetle Sjåstad Christiansen · Noruega · 39:26,9                                      |
| Relevos 4 × 7,5 km (15 de febrero)    | Noruega · Sturla Lægreid · Tarjei Bø · Johannes Thingnes Bø · Vetle Sjåstad Christiansen · 1:19:50,2 | Francia · Fabien Claude · Émilien Jacquelin · Simon Desthieux · Quentin Fillon Maillet · 1:20:17,6 | ROC · Said Jalili · Alexandr Loguinov · Maxim Tsvetkov · Eduard Latypov · 1:20:35,5 |

### Femenino
| Evento                                  | Oro                                                                            | Plata                                                                                           | Bronce                                                                                  |
| --------------------------------------- | ------------------------------------------------------------------------------ | ----------------------------------------------------------------------------------------------- | --------------------------------------------------------------------------------------- |
| 7,5 km velocidad (11 de febrero)        | Marte Olsbu Røiseland · Noruega · 20:44,3                                      | Elvira Öberg · Suecia · 21:15,2                                                                 | Dorothea Wierer · Italia · 21:21,5                                                      |
| 15 km individual (7 de febrero)         | Denise Herrmann · Alemania · 44:12,7                                           | Anaïs Chevalier-Bouchet · Francia · 44:22,1                                                     | Marte Olsbu Røiseland · Noruega · 44:28,0                                               |
| 10 km persecución (13 de febrero)       | Marte Olsbu Røiseland · Noruega · 34:46,9                                      | Elvira Öberg · Suecia · 36:23,4                                                                 | Tiril Eckhoff · Noruega · 36:35,6                                                       |
| 12,5 km salida en grupo (18 de febrero) | Justine Braisaz-Bouchet · Francia · 40:18,0                                    | Tiril Eckhoff · Noruega · 40:33,3                                                               | Marte Olsbu Røiseland · Noruega · 40:52,9                                               |
| Relevos 4 × 6 km (16 de febrero)        | Suecia · Linn Persson · Mona Brorsson · Hanna Öberg · Elvira Öberg · 1:11:03,9 | ROC · Irina Kazakevich · Kristina Reztsova · Svetlana Mironova · Uliana Nigmatulina · 1:11:15,9 | Alemania · Vanessa Voigt · Vanessa Hinz · Franziska Preuß · Denise Herrmann · 1:11:40,3 |

### Mixto
| Evento                          | Oro                                                                                            | Plata | Bronce                                                                                        |
| ------------------------------- | ---------------------------------------------------------------------------------------------- | --- | --------------------------------------------------------------------------------------------- |
| Relevos 4 × 6 km (5 de febrero) | Noruega · Marte Olsbu Røiseland · Tiril Eckhoff · Tarjei Bø · Johannes Thingnes Bø · 1:06:45,6 | Francia · Anaïs Chevalier-Bouchet · Julia Simon · Émilien Jacquelin · Quentin Fillon Maillet · 1:06:46,5 | ROC · Uliana Nigmatulina · Kristina Reztsova · Alexandr Loguinov · Eduard Latypov · 1:06:47,1 |

## Medallero
| Núm. | País        | Oro | Plata | Bronce | Total |
| ---- | ----------- | --- | ----- | ------ | ----- |
| 1    | Noruega     | 6   | 2     | 6      | 14    |
| 2    | Francia     | 3   | 4     | 0      | 7     |
| 3    | Suecia      | 1   | 3     | 0      | 4     |
| 4    | Alemania    | 1   | 0     | 1      | 2     |
| 5    | ROC         | 0   | 1     | 3      | 4     |
| 6    | Bielorrusia | 0   | 1     | 0      | 1     |
| 7    | Italia      | 0   | 0     | 1      | 1     |
|      | TOTAL       | 11  | 11    | 11     | 33    |